# Sokotra
Sokotra (arabsky سقطرى‎ / Suquṭrā, anglicky Socotra nebo Soqotra) je ostrov v Arabském moři, asi 230 km východně od mysu Guardafui na Africkém rohu a 350 km jižně od Arabského poloostrova. Patří Jemenské republice, v jejímž rámci tvoří stejnojmennou provincii (resp. guvernorát) zahrnující také okolní menší ostrůvky (Abd al-Kúrí, Samhah, Darsy) a útesy, souhrnně zvané „souostroví Sokotra“ (ʾArḫabīl Suquṭrā). Největším městem a zároveň sídlem správy je Hadibu. V roce 2008 bylo celé souostroví Sokotra zapsáno mezi památky světového přírodního dědictví UNESCO. 

## Geografie
Sokotra geologicky navazuje na Africký roh, který je také její nejbližší větší pevninou, a je tedy z fyzickogeografického pohledu považovaná za součást Afriky. Rozlohou je to její druhý největší ostrov (asi 150× menší než první Madagaskar). Je to také pátý největší ostrov v celém Indickém oceánu.
Rozloha ostrova je 3 796 km² (95,5 % celého souostroví) a podle sčítání lidu z roku 2004 zde žilo asi 44 000 obyvatel, z toho 8 545 v hlavním městě Hadibu. Délka ostrova je od východu k západu asi 135 km a od severu k jihu 42 km. Velkou část ostrova tvoří náhorní plošina, nad níž se vypíná pohoří Haghier vysoké až 1 503 m.
Podnebí ostrova je horké a suché. Průměrná teplota vzduchu se po celý rok pohybuje od 25 do 31 °C. Průměrné roční srážky nedosahují ani 200 mm, pouze v nejvyšších polohách mohou činit až 800 mm díky orografickému zesílení. Více než polovina ročního úhrnu spadne v zimním monzunovém období.

## Historie
Sokotra se nejprve objevila v řeckých mapách z 1. století pod jménem Dioskouridou. Místní obyvatelé byli podle pověstí christianizováni sv. Tomášem v roce 52. Tyto pověsti podporuje cestopis Marca Pola Milion ze 13. století, který uvádí, že obyvatelé byli křesťanští nestoriáni. Na začátku 16. století byla v městě Suq portugalská obchodní základna a od roku 1511 do roku 1967 byl ostrov pod nadvládou sultánů z Mahry. Od ledna 1886 do roku 1967 byl jako součást Mahry začleněn do Adenského protektorátu, ovládaného Brity a poté se stal součástí Jižního Jemenu a v jeho rámci začleněn do guvernorátu Aden. V rámci tohoto guvernorátu Sokotra setrvala do roku 2004, kdy byla převedena pod největší jemenský guvernorát guvernorátu Hadhramaut, než se roku 2013 stala samostatným guvernorátem. 
Během občanské války v Jemenu byl ostrov pod kontrolou prezidentských sil a jejich saúdskoarabských spojenců. Od konce června 2020 je Sokotra kontrolována Jižní přechodnou radou.

## Fauna a flóra
Sokotra je celosvětově důležitá z pohledu biologické rozmanitosti kvůli své mimořádně bohaté a specifické flóře a fauně. 37 % druhů rostlin Sokotry, 90 % druhů plazů a 95 % druhů suchozemských měkkýšů se nevyskytuje nikde jinde na světě. Sokotra má zvláštní význam jako hotspot biologické rozmanitosti v oblasti Afrického rohu a jako jeden z druhově nejbohatších a endemicky nejvýraznějších ostrovů na světě je označován jako „Galapágy Indického oceánu“. Známý endemit je ohrožený druh dračince, stromový dračinec rumělkový se zvláštní široce deštníkovitou korunou.

## Galerie

Mapa souostroví
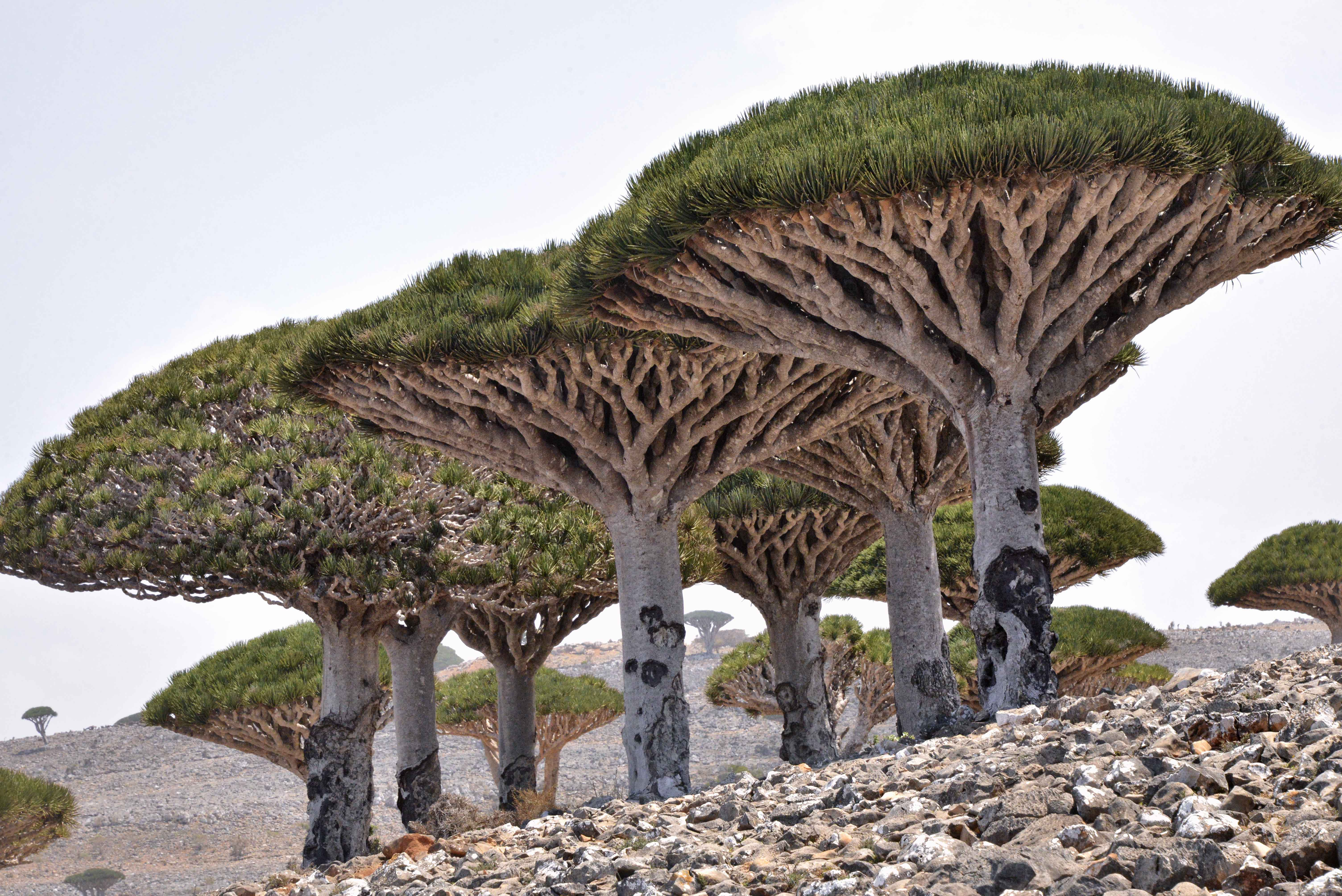
Dračinec rumělkový
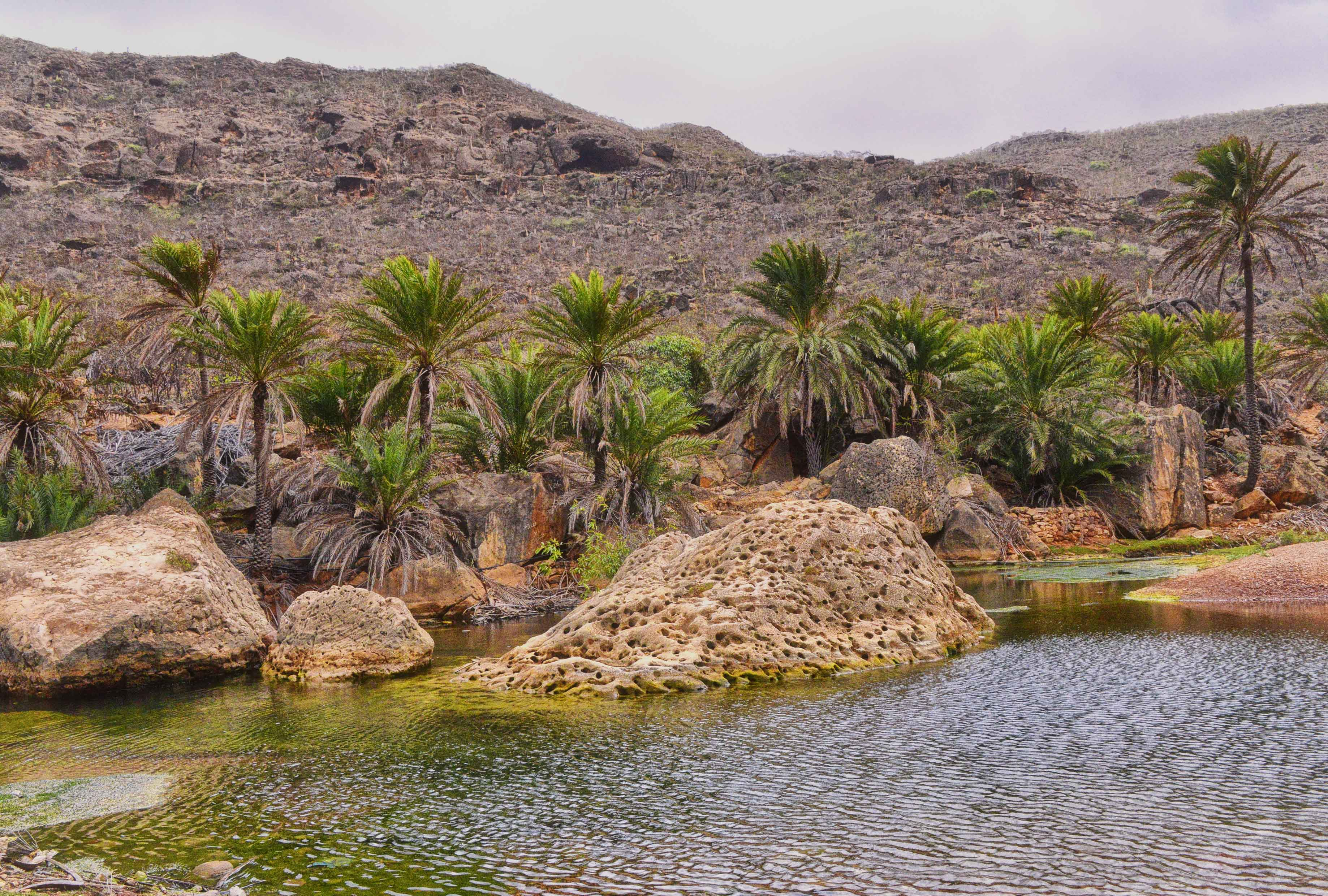
Vádí ve vnitrozemí ostrova
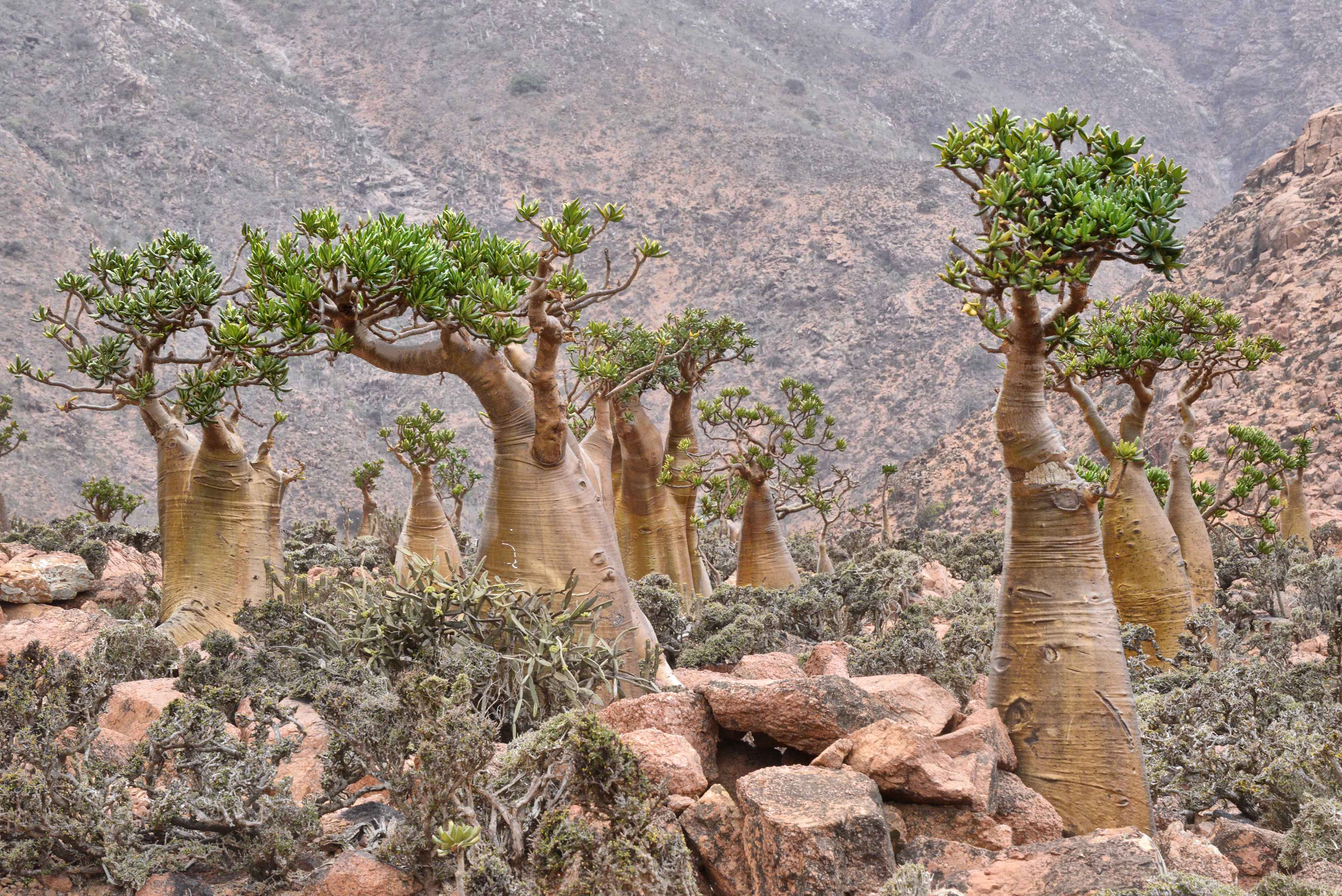
Adénium ztloustlé